# Equitazione ai Giochi della XVIII Olimpiade - Dressage individuale
La competizione del dressage individuale di equitazione dei Giochi della XVIII Olimpiade si è svolta i giorni 22 e 23 ottobre  1964 al Baji-kōen di Setagaya quartiere di Tokyo.
Alla competizione parteciparono anche sette donne (identificate con il simbolo ).

## Risultati

### Qualificazione
I migliori sei in finale.
| Pos. | Binomio                  | Binomio            | Nazione          | Punti |
| Pos. | Cavaliere                | Cavallo            | Nazione          | Punti |
| ---- | ------------------------ | ------------------ | ---------------- | ----- |
| 1    | Harry Boldt              | Remus              | Germania         | 889   |
| 2    | Henri Chammartin         | Wörmann            | Svizzera         | 870   |
| 3    | Gustav Fischer           | Wald               | Svizzera         | 854   |
| 4    | Sergey Filatov           | Absent             | Unione Sovietica | 847   |
| 5    | Reiner Klimke            | Dux                | Germania         | 837   |
| 6    | Josef Neckermann         | Antoinette         | Germania         | 832   |
| 7    | Marianne Gossweiler      | Stephan            | Svizzera         | 802   |
| 8    | Patricia Galvin          | Rath Patrick       | Stati Uniti      | 783   |
| 9    | William Hamilton         | Delicado           | Svezia           | 777   |
| 10   | Ivan Kizimov             | Ikhor              | Unione Sovietica | 758   |
| 11   | Hans Wikne               | Gaspari            | Svezia           | 753   |
| 12   | Johanna Hall             | Conversano Caprice | Gran Bretagna    | 743   |
| 13   | Francisco D'Alessandri   | Vidriero           | Argentina        | 734   |
| 14   | Jessica Newberry         | Forstrat           | Stati Uniti      | 707   |
| 15   | Ivan Kalita              | Moar               | Unione Sovietica | 706   |
| 16   | Kikuko Inoue             | Katsunobori        | Giappone         | 648   |
| 17   | Karen McIntosh           | Malteser           | Stati Uniti      | 640   |
| 18   | Inez Fischer-Credo       | Gordina            | Canada           | 597   |
| 19   | Nagahira Okabe           | Seiha              | Giappone         | 590   |
| 20   | Christilot Hanson-Boylen | Bonheur            | Canada           | 549   |
| 21   | Yoritsune Matsudaira     | Hamachidori        | Giappone         | 542   |
| 22   | Bengt Ljungquist         | Karat              | Svezia           | 538   |

### Finale
| Pos.    | Binomio          | Binomio    | Nazione          | Qualif. | Finale | Totale |
| Pos.    | Cavaliere        | Cavallo    | Nazione          | Qualif. | Finale | Totale |
| ------- | ---------------- | ---------- | ---------------- | ------- | ------ | ------ |
| Oro     | Henri Chammartin | Wörmann    | Svizzera         | 870     | 634    | 1504   |
| Argento | Harry Boldt      | Remus      | Germania         | 889     | 614    | 1503   |
| Bronzo  | Sergey Filatov   | Absent     | Unione Sovietica | 847     | 639    | 1486   |
| 4       | Gustav Fischer   | Wald       | Svizzera         | 854     | 631    | 1485   |
| 5       | Josef Neckermann | Antoinette | Germania         | 832     | 597    | 1429   |
| 6       | Reiner Klimke    | Dux        | Germania         | 837     | 567    | 1404   |